# Carl Widmer
Pour les articles homonymes, voir Widmer.
Carl Widmer est un gymnaste suisse né en 1900 et mort à la fin du XXe siècle.

## Carrière
Carl Widmer participe à toutes les épreuves de gymnastique aux Jeux olympiques d'été de 1924 à Paris et remporte une médaille de bronze au concours général par équipes. Widmer se classe aussi quatrième de l'épreuve du cheval d'arçon. Dans les autres épreuves, il termine au-delà des vingt premières places.

## Palmarès

### Jeux olympiques
- Paris 1924
  -  médaille de bronze au concours par équipes